# ナチス・ドイツ

ドイツ国

大ドイツ国
Deutsches Reich (ドイツ語)
Großdeutsches Reich (ドイツ語)

国の標語: Ein Volk, ein Reich, ein Führer（ドイツ語）
一つの民族、一つの国家、一人の総統国歌: 
Das Deutschlandlied（ドイツ語）
ドイツの歌（1番のみ）
 
Die Fahne hoch（ドイツ語）
旗を高く掲げよ

第二次世界大戦中のドイツ国の領土（1942年）
-   ドイツ本国および保護領と総督統治領
-   国家弁務官統治区域
-   軍政占領地

1. 
2. 
3. 

ナチス・ドイツ（ドイツ国、大ドイツ国、ドイツ語: Nazi-Deutschland、NS-Deutschland、英語: Nazi Germany）は、国民社会主義ドイツ労働者党（ナチ党）政権下の、1933年から1945年までのドイツの通称である。

## 概要
1933年1月30日、ヴァイマル共和政のパウル・フォン・ヒンデンブルク大統領により、ヒトラーはドイツ国首相に任命された。まもなく大統領令と全権委任法によって憲法を事実上停止した上に、社会民主党強制解散法などの対立政党の禁止やドイツ法律アカデミーの設立、長いナイフの夜による突撃隊粛清などにより政治的敵対勢力を全て抹殺し、ヒトラーを中心とする独裁体制を強固にした。一方で、政府は組織的かつ協力的な組織ではなく、ヒトラーの情実および権力を求めて闘争を行う党派の集合体であった。
1934年8月2日のヒンデンブルク死後、ヒトラーは首相府および大統領府並びに両権限を統合した上に個人として国家元首の権能を吸収し、名実ともにドイツの独裁者及び指導者になった。国家元首となったヒトラーの地位は日本語で総統と呼ばれる。世界恐慌の影響でドイツ経済はどん底となり、大量の失業者があふれていたが、多額の軍事支出を始めとする公共投資により、重工業を中心とする産業が伸長し、1935年にはほぼ完全雇用を達成した（ナチス・ドイツの経済）。
人種主義、特に反ユダヤ主義は、同政権の中心的特徴であった。ゲルマン人（北方人種）は、最も純粋なアーリア人種ひいては支配人種だと考えられた。自由主義者、社会主義者、共産主義者は、殺害、投獄又は国外追放された。キリスト教会もまた多くの指導者が投獄され、抑圧された。
教育は人種主義見地により、人口政策、健康に重点が置かれた。女性の就業及び教育機会は奪われた。娯楽および旅行は歓喜力行団のプログラムにより組織化された。宣伝大臣のヨーゼフ・ゲッベルスは世論操作のため、映画、大規模集会、マスコミ業界をヒトラーの洗脳演説に有効活用した。政府は芸術的表現を統制し、特定の芸術形式を奨励し、それ以外は頽廃芸術として禁止又は抑圧した。1936年ベルリンオリンピックにより国際舞台で、ドイツがナチ党の唱える理想国家である「第三帝国」であると自慢された。
ナチス・ドイツは次第に積極的な領土要求を行い、要求が満たされなければ戦争を行うと脅迫した。1938年にはオーストリアを、翌年1939年にはチェコスロバキアを占拠した。ヒトラーはヨシフ・スターリンと条約を結び、東方の安全を確保したことにより1939年9月にポーランドに侵攻し、ヨーロッパにおける第二次世界大戦が勃発した。
イタリア王国および東欧諸国と同盟を結び（枢軸国）、1940年までにドイツはヨーロッパの大部分を制圧し（ドイツによるヨーロッパ占領）、イギリスを脅かした。1941年のソビエト連邦へのドイツの侵攻開始後、ドイツとソ連は壮絶な独ソ戦の死闘を繰り広げた。東部占領地域は残忍な勢力下に置かれ、ヒトラーの統治に対するパルチザンは情け容赦なく抑圧された。この戦いの最中、ナチス・ドイツ政権の人種政策は、何百万ものユダヤ人および好ましくないと見なされた「生きるに値しない命」を強制収容所および絶滅収容所へ投獄、殺害したホロコーストにおいて頂点に達した。
1943年にドイツは大規模な軍事的敗北を被った。1944年にはドイツへの大規模な爆撃が段階的に増大したことと、連合国軍の反攻によりドイツの勢力圏は縮小の一途をたどった。6月のフランスへの連合国の侵攻後、ドイツは完全に守勢に回り、領土も次第に制圧された。終戦間際でのヒトラーの敗北への拒絶は、ドイツ国土の大規模な破壊と、さらなる犠牲を産むことになった（ネロ指令）。
ベルリン攻防戦が行われる最中の1945年4月30日のヒトラーの自殺によってナチス政権は事実上崩壊し、5月9日、ドイツ国防軍による降伏が行われた（欧州戦線における終戦 (第二次世界大戦)）。ヒトラーに指名されたカール・デーニッツらのフレンスブルク政府は正当性を否認され、6月5日、 ベルリン宣言によりドイツに中央政府が存在しないことが確認され、ドイツは法的にも占領下に置かれることとなった（連合軍軍政期 (ドイツ)）。戦勝した連合国は非ナチ化政策を開始、多くのナチス指導者は戦争犯罪人としてニュルンベルク裁判などの非ナチ化裁判の公判に付された。

## 国名

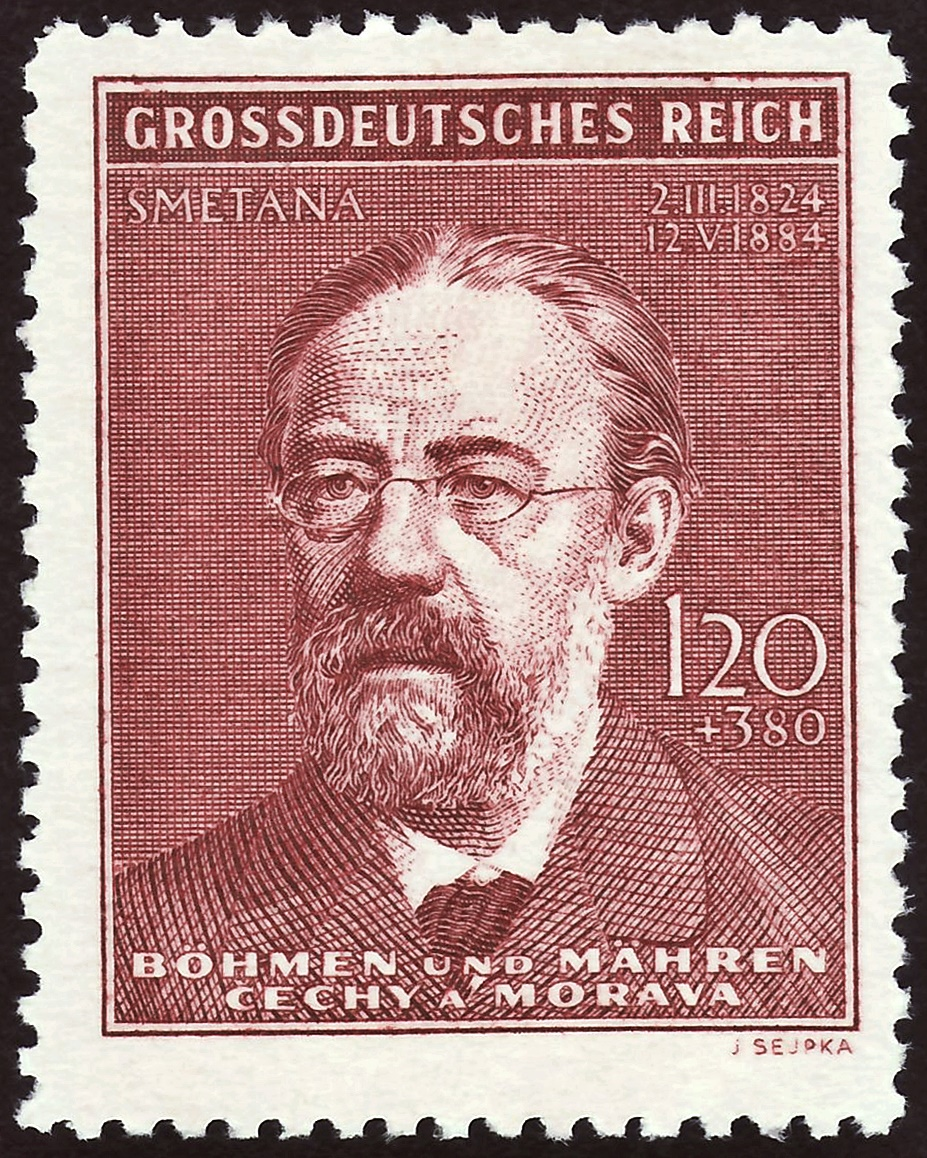
ベーメン・メーレン保護領で発行されたスメタナが描かれた切手（1944年）。
「大ドイツ国」の国号が用いられている。

正式な国名は、帝政時代およびヴァイマル共和政時代と同じく「Deutsches Reich（ドイツ国、ドイチェス・ライヒ）」であった。
1938年のオーストリア併合以降、ドイツ民族主義の意識が高まり、民間などで「Großdeutschland（大ドイツ）」等の呼称が使われ始め、グロースドイッチュラント師団など軍の部隊名にも用いられた。1943年6月24日には、総統官邸長官ハンス・ハインリヒ・ラマースが、公文書の中で初めて「Großdeutsches Reich（グロースドイッチェス・ライヒ、大ドイツ国、大ドイツ帝国とも）」の名称を用いた。同年10月24日以降は切手にもこれが印刷されるなど、事実上の国号として扱われたが、正式な改称は最後まで行われなかった。
「ナチス」という呼称は、本来ナチ党の対立者による蔑称であり、党が政権をとる前から世界に広く知られていた。英語圏では党の政権掌握後のドイツ国を指して「Nazi Germany」という呼称が用いられた。日本においても昭和8年（1933年）10月27日付の『大阪毎日新聞』で「ナチス独政府」という表記が見られ、昭和10年（1935年）4月28日付の『大阪朝日新聞』では「ナチス・ドイツ」の呼称が用いられている。昭和11年（1936年）5月31日付『大阪朝日新聞』の天声人語でも「ナチ・ドイツ」と表記され、戦時中の昭和18年（1943年）1月11日でも「ナチス・ドイツ」という語が用いられた。
また、ドイツ全国を統一的に統治した国家体制として、神聖ローマ帝国、ドイツ帝国を継承する「理想国家」という意味で、「第三帝国（独: Drittes Reich、英: Third Reich）」という呼称も宣伝に使用したが、逆にナチスへの批判や風刺などに頻繁に利用されたため、1939年夏以降ヒトラーやヨーゼフ・ゲッベルス宣伝相は、この語の使用を控えるよう通告している。ただし、完全に禁止されたわけではなく、以降も「第三帝国」の呼称を引用することはあった。
再統一後のドイツにおいてはNazizeit（ナチ時代）、Nazi-Deutschland（ナチ・ドイツ）という用法もあるが、分断時代の西ドイツにおいても、「NSDAP」などの呼び方が一般的であり、ナチスの名称はほとんど用いられなかった。Nationalsozialismus、もしくはそれを略した「NS」がナチスの呼称として用いられる。またHitlerdeutschland（ヒトラー・ドイツ）という用法もある
。

## 年表
ナチス政権樹立前
- 1923年 ミュンヘン一揆。ナチ党は禁止されたが、後継組織が国会議席を獲得。
- 1928年 ナチ党として初の国政選挙。12議席を獲得。
- 1930年 この年の選挙でナチ党は第2党の地位を獲得。

1932年
- 3月～4月 大統領選挙にヒトラーが出馬したが次点となる。
- 7月31日 国会議員選挙。230議席を獲得し第1党となる。
- 11月6日 国会議員選挙。34議席を失ったが、196議席を確保し第1党の地位を保持する。

ナチス政権樹立・樹立後
1933年
- 1月30日 パウル・フォン・ヒンデンブルク大統領は、周囲に説得されてクルト・フォン・シュライヒャーに代わってアドルフ・ヒトラーを首相に任命。ナチ党、国家人民党など保守・右翼勢力の連立によるヒトラー内閣が成立。ナチ党の権力掌握課程、「Machtergreifung」（乗っ取り）の始まり。
  - ヘルマン・ゲーリングが無任所相兼プロイセン州内相に就任。プロイセン州の警察権力をナチ党が掌握。
- 2月1日 新政府は大統領に要請して国会を解散。選挙戦に突入。
- 2月6日 大統領令により、プロイセン州内閣の権限が国家弁務官に譲渡されることとなる。この措置は2月中旬までにほとんどの州で行われ、地方行政が国家の監督を強く受けることとなる。強制的同一化（ドイツ語: Gleichschaltung）の開始。
- 2月27日 国会議事堂放火事件発生。翌日、ヒトラーは大統領緊急令「ドイツ国民と国家を保護するための大統領令」を布告させる。ワイマール共和国憲法によって成立した基本的人権のほとんどは停止され、ドイツ共産党員、ドイツ社会民主党員らが大量に逮捕される。
- 3月5日 国会議員選挙執行。ナチ党は43.9%の票を獲得、288議席を得た。同日行われたプロイセン州議会選挙でもナチ党が躍進。
- 3月10日 バイエルン州の国家弁務官にフランツ・フォン・エップが就任し、州政府を解体。この時点ですべての州が国家弁務官の支配を受けることになる。
- 3月12日 大統領令により、新国旗を制定するまで黒・白・赤の旧ドイツ帝国国旗とナチ党旗であるハーケンクロイツ旗の両方を掲げる事を定めた。
- 3月20日 最初の強制収容所、ダッハウ強制収容所が設立される。
- 3月21日 新国会の開会式。ヒトラーはヴァイマル共和国の伝統を否定し、ドイツ帝国からの権威継承を表明する。国民高揚の日と名付けられ、祝日となる。（ポツダムの日）
- 3月23日 議会において授権法（全権委任法）が成立。立法権を政府が掌握し、独裁体制が憲法的にも確立された。
- 3月31日 ラントとライヒの均制化（Gleichschaltung）に関する暫定法律公布。各州議会の議席が国会の議席配分に従って決められるようになり、地方自治権はほぼ停止する。4月7日には『ラントとライヒの均制化に関する暫定法律の第二法律』が公布。国家弁務官に代わってライヒ代官（または国家代理官、州総督：Reichsstatthalter）が中央政府から派遣される。
- 4月26日 プロイセン州警察政治部門がプロイセン州秘密警察局（ゲシュタポ）と改名。
- 7月14日「政党新設禁止法」（de）公布。ナチ党以外の政党の存続・結成が禁止される。
- 10月21日 ジュネーブ軍縮会議の決裂を理由として国際連盟脱退。
- 12月1日「党と国家の統一を保障するための法律」公布。ナチ党と国家の一体化が定められる。

1934年
- 1月16日 ドイツ・ポーランド不可侵条約を締結。
- 1月30日 「ドイツ国再建に関する法」成立。各州の主権がドイツ国に移譲され、州議会が解散される。
- 6月30日 「長いナイフの夜」事件。突撃隊幹部や前首相シュライヒャーなど政敵が粛清される。
- 8月1日 「国家元首に関する法律（ドイツ語版）」が閣議で定められる。
- 8月2日 ヒンデンブルク大統領が死去。「国家元首に関する法律」が発効し、首相職に大統領職が統合されるとともに、「指導者およびドイツ国首相（Führer und Reichskanzler）アドルフ・ヒトラー」個人に大統領の権能が委譲される。以後、ドイツ国の最高指導者となったヒトラーの地位を日本では「総統」と呼ぶ。
- 8月19日 ドイツ国の国家元首に関する民族投票（ドイツ語版）。投票率95.7％、うち89.9％が賛成票を投じる。

1935年
- 1月13日 ザール地方が住民投票によりドイツ領に復帰。
- 5月16日 ドイツ再軍備宣言。
- 9月15日 「ニュルンベルク法」制定

1936年
- 2月6日 - 2月16日 ガルミッシュ・パルテンキルヘンオリンピック開催。
- 3月7日 ラインラント進駐。
- 8月1日 - 8月16日 ベルリンオリンピック開催。

1937年
- 11月5日 ヒトラーが軍幹部と外相ノイラートを集めた会議で戦争計画を語る。（ホスバッハ覚書）

1938年
- 1月26日 ブロンベルク国防相を罷免。28日にはフリッチュ陸軍総司令官も罷免され、ナチ党による国防軍支配が強固になる（ブロンベルク罷免事件）
- 3月13日 オーストリアを併合（アンシュルス）。
- 9月29日 ミュンヘン会談でチェコスロバキアのズデーテン地方を獲得。
- 11月9日 水晶の夜事件。

1939年
- 3月14日 チェコスロバキア内のスロバキア民族派に働きかけ、スロバキア共和国をチェコスロバキアから独立させる。
- 3月15日 チェコスロバキアのボヘミア・モラビアをベーメン・メーレン保護領として保護領とする（チェコスロバキア併合）。
- 3月22日 リトアニアのメーメルを住民投票で併合。
- 8月23日 独ソ不可侵条約締結。
- 9月1日 スロバキアと共同してポーランドに侵攻。
  - 9月3日にイギリス、4日にフランスがドイツに宣戦布告し、第二次世界大戦勃発。
  - 10月1日までにポーランド全土を制圧。ポーランド総督府を設置。

1940年
- 4月9日 ノルウェー、デンマークに侵攻（ヴェーザー演習作戦・ノルウェーの戦い）。デンマークは降伏し、保護国下に置かれる。
  - 5月にはほぼノルウェー全土を占領。ヴィドクン・クヴィスリングによる傀儡政権が設置される。
- 5月10日 フランス、オランダ、ベルギー、ルクセンブルクに侵攻を開始（ナチス・ドイツのフランス侵攻、オランダにおける戦い (1940年)）。ルクセンブルクは占領、併合される。
- 5月17日 ヨーロッパのオランダ軍がドイツ軍に降伏。
- 5月28日 ベルギー降伏。
- 6月21日 フィリップ・ペタンを首相とするフランス政府、ドイツに休戦申し入れ、翌22日に独仏休戦協定締結。北部をドイツの占領下に置き、南部はヴィシー政権としてドイツの強い影響下に置かれる。
- 9月20日 日独伊三国軍事同盟締結。

1941年
- 4月6日 ユーゴスラビア侵攻開始。
  - 4月17日 ユーゴスラビア制圧。セルビアを占領下に置き、クロアチアにはクロアチア独立国を建国し、保護国とする。
- 4月10日 ギリシャ・イタリア戦争にイタリア側として介入（バルカン戦線 (第二次世界大戦)）。
- 6月22日 バルバロッサ作戦を発動し、ソビエト連邦に侵攻（独ソ戦）。
- 12月11日 12月7日（日本時間：12月8日）に日本が真珠湾攻撃を行い、アメリカ・イギリスに宣戦布告したことを受け、ドイツ・イタリアもアメリカに宣戦布告。

1942年
- 11月10日 連合軍のトーチ作戦に対抗するため、ヴィシー政権統治下のフランス南部の占領を開始（アントン作戦）

1943年
- 2月2日 スターリングラードで、パウルス元帥率いる第6軍がソ連軍に降伏（スターリングラードの戦い）
- 6月24日 公用文書で「大ドイツ国」（Großdeutsches Reich）の国号が用いられ始める。
- 7月25日 イタリア王国においてベニート・ムッソリーニが首相を解任、逮捕される。
- 9月8日 イタリア王国が連合国に降伏。
- 9月15日 グラン・サッソ襲撃により救出したムッソリーニを首班としてイタリア社会共和国をイタリア北部に成立させる。
- 10月13日 イタリア王国がドイツに宣戦布告。
- 10月24日 「大ドイツ国」（Grossdeutsches Reich）の国号が切手によって使用され始める。

1944年
- 3月8日 マルガレーテI作戦によりハンガリー王国を占領下に置く。
- 6月6日 ノルマンディー上陸作戦。連合国軍がフランス北部に上陸し、橋頭堡を築く。
- 7月20日 反ヒトラー派グループ（黒いオーケストラ）により、ヒトラー暗殺計画とクーデターが行われるが失敗に終わる。
- 8月25日 パリの解放。枢軸国であったルーマニアが連合国につき、ドイツに宣戦布告（ルーマニア革命 (1944年)）。
- 9月9日 ブルガリア王国がドイツに宣戦布告。
- 9月 西部戦線において連合軍がドイツ国境を越えて侵攻。占領地に連合軍による地方政府が樹立されはじめる。
- 10月15日 パンツァーファウスト作戦により、ハンガリー王国を矢十字党の支配するハンガリー国民統一政府として傀儡化する。

1945年
- 4月16日 ベルリンの戦い始まる。
- 4月30日 ヒトラーが総統官邸地下壕において自殺。後継大統領にカール・デーニッツ海軍総司令官、首相に宣伝相のヨーゼフ・ゲッベルスを指名。
- 5月1日 ゲッベルスが地下壕において自殺し、政府機能が崩壊。デーニッツのフレンスブルク政府が活動を開始。
- 5月2日 ベルリンがソ連軍に占領される。
- 5月7日 アルフレート・ヨードル大将がランスにおいて連合国への降伏文書に署名。
- 5月8日 ヴィルヘルム・カイテル元帥がベルリンのカールスホルストにおいて、降伏文書の批准を行う。
- 5月23日 デーニッツをはじめとするフレンスブルク政府閣僚が逮捕される。
- 6月5日 ベルリン宣言によりドイツに中央政府が存在しないことが確認され、ドイツ国の歴史に終止符が打たれる。統合的な占領行政が開始（連合軍軍政期）。
- 7月5日 ドイツの統治を担当する連合国管理理事会（en:Allied Control Council）設置。

## 歴史

### 政権掌握

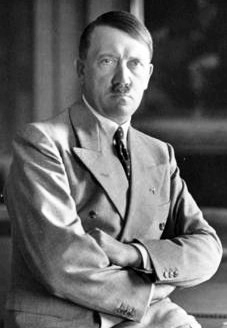
アドルフ・ヒトラー（1933年）

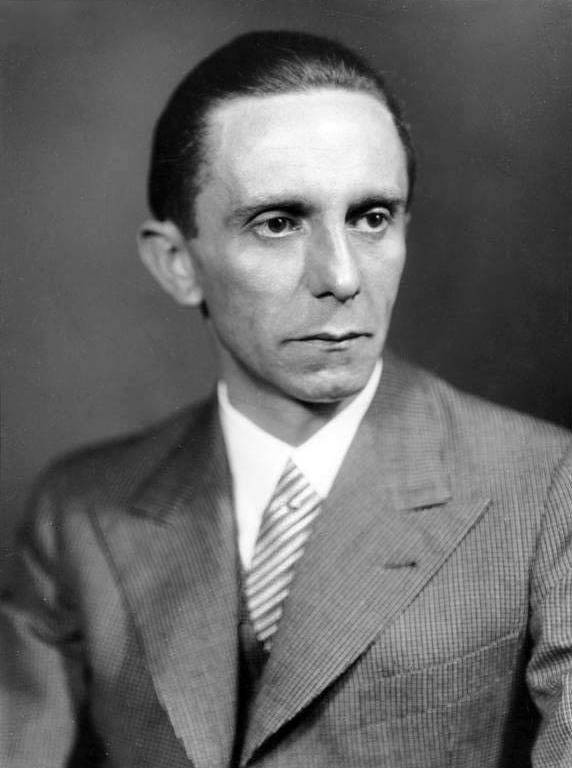
ヨーゼフ・ゲッベルス国民啓蒙・宣伝大臣

ナチ党はヒトラー内閣成立直前の1932年の二度の国会選挙で最大の得票を得たが、議会においては単独では過半数を獲得することはできなかった。同年11月の選挙でナチ党は34議席を失ったが、第1党の地位は保持した。一方ドイツ共産党は11議席を増やし、首都ベルリンでは共産党が投票総数の31%を占めて単独第1党となった。これに脅威を感じた保守派と財界は以後、ナチスへの協力姿勢を強め、途絶えていた財界からナチ党への献金も再開された。
1933年1月30日、ヒトラーはパウル・フォン・ヒンデンブルク大統領よりドイツ国首相に任命されて政権を獲得した。同時にナチ党幹部であるヘルマン・ゲーリングが無任所相兼プロイセン州内相に任じられた。ゲーリングはプロイセン州の警察を掌握し、突撃隊や親衛隊を補助警察官として雇用した。これにより多くのナチスの政敵、特にドイツ共産党およびドイツ社会民主党員が政治犯として強制収容所に収容された。
非常権限掌握
ヒトラーは組閣後ただちに総選挙を行ったが、2月27日にドイツ国会議事堂放火事件が発生した。ヒトラーはこれを口実として「民族と国家防衛のための緊急令」と「民族への裏切りと国家反逆の策謀防止のための特別緊急令」の二つの緊急大統領令を発布させた。これにより国内の行政・警察権限を完全に握ったヒトラーは、ドイツ共産党に対する弾圧を行った。選挙では共産党議員も多数当選したが、選挙後に共産党は非合法化され、共産党議員の議席は議席ごと抹消された。ドイツ中央党など中道政党の賛成も得て全権委任法を制定し、一党独裁体制を確立した。その後、ドイツ国内の政党・労働団体は解散を余儀なくされ、ナチ党は国家と不可分の一体であるとされた。
1934年6月には突撃隊幕僚長エルンスト・レームをはじめとする党内の不満分子やナチ党に対する反対者を非合法手段で逮捕・処刑した（長いナイフの夜）。1934年8月にヒンデンブルク大統領が死去すると、ヒトラーは従来の首相職に加えて国家元首の機能を吸収し、国民投票によってドイツ国民により賛同された。これ以降のヒトラーは指導者兼首相（Der Führer und Reichskanzler）、日本語では総統と呼ばれる。

### 支配の強化
1935年にはヴェルサイユ条約の破棄と再軍備を宣言した。ヒトラーはアウトバーンなどの公共事業に力を入れ、壊滅状態にあったドイツ経済を立て直した。一方で、ユダヤ人、ロマのような少数民族の迫害など独裁政治を推し進めた。1936年にはドイツ軍はヴェルサイユ条約によって非武装地帯となっていたラインラントに進駐した（ラインラント進駐）。同年には国家の威信を賭けたベルリンオリンピックが行われた。また、1938年には最後の党外大勢力であるドイツ国防軍の首脳をスキャンダルで失脚させ（ブロンベルク罷免事件）、軍の支配権も確立した。
外交においては“劣等民族”とされたスラブ人国家のソ連を反共イデオロギーの面からも激しく敵視し、英仏とも緊張状態に陥った。ただし、ヒトラーはイギリスとの同盟を模索していたとされる。アジアにおいてはリッベントロップ外相の影響もあり、伝統的に協力関係（中独合作）であった中華民国（中国）から国益の似通う日本へと友好国を切り替えた。1936年には日独防共協定を締結。1938年には満州国を正式に承認し、中華民国のドイツ軍事顧問団を召還した。1940年9月にはアメリカを仮想敵国として日独伊三国軍事同盟を締結した。

### 領土拡張政策

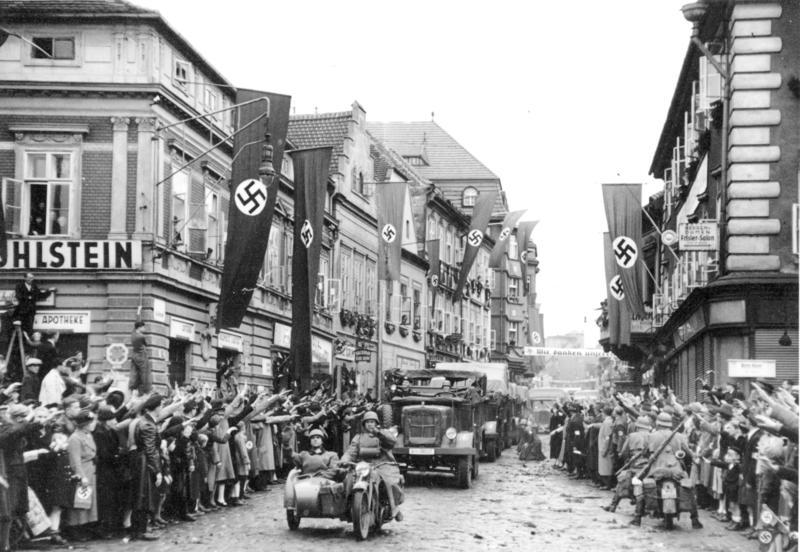
1938年、ナチス式敬礼でドイツ兵を歓迎するチェコスロバキア・ザーツにおけるドイツ系住民

1938年には、オーストリアを併合（アンシュルス）。また同年にはリトアニアにメーメルを要求。リトアニア側はこれを受諾。同年9月にはチェコスロバキアに対し、ドイツ系住民が多く存在するズデーテン地方の割譲を要求。英仏は反発し、戦争突入の寸前にまで陥ったが、イタリアのベニート・ムッソリーニの提唱により英仏独伊の4ヶ国の首脳によるミュンヘン会談が開かれ、ヒトラーは英仏から妥協を引き出すことに成功した。
この時ヒトラーが英国のネヴィル・チェンバレン首相に出した条件は「領土拡張はこれが最後」というものであった。しかしヒトラーはこの約束を遵守せず、翌1939年にはドイツ系住民保護を名目にチェコスロバキア全土に進軍、傀儡政権として独立させたスロバキアを除いて事実上併合した（チェコスロバキア併合）。オーストリア・チェコスロバキアを手に入れたヒトラーの次の目標は、ポーランド領となっているダンツィヒ回廊であった。ヒトラーは軍事行動に先立って、犬猿の仲とされたヨシフ・スターリン率いるソビエト連邦との間で独ソ不可侵条約を締結。世界中を驚愕させた。

### 第二次世界大戦

第二次世界大戦中のヨーロッパにおけるドイツおよび枢軸国の版図 (クリックするとフルサイズの画像で動画版を参照可)

枢軸国の絶頂期におけるヨーロッパ

ヒトラーはダンツィヒ回廊の返還をポーランドに要求。拒否されると、独ソ不可侵条約締結からちょうど1週間後の1939年9月1日にドイツ軍はポーランドへ侵攻した。ヒトラーは、イギリスとフランスは参戦しないだろうと高をくくっていたが、その思惑に反してイギリスおよびフランスはドイツに宣戦を布告し、第二次世界大戦が開始された。しかし、戦争準備が十分でなかった英仏はドイツへの攻撃を行わず、ドイツもポーランドに大半の戦力を投入していたため、独仏国境での戦闘はごく一部の散発的なものを除いてまったく生じなかった。西部戦線におけるこの状態は翌1940年5月のドイツ軍によるベネルクス3国侵攻まで続いた。ポーランドはドイツ軍の電撃戦により1ヶ月で崩壊。国土をドイツとソ連に分割された。
1940年の春には、ドイツ軍はデンマーク、ノルウェーを立て続けに占領し、5月にはベネルクス三国に侵攻、制圧した。ドイツ軍は強固なマジノ線が敷かれていた独仏国境を避け、ベルギー領のアルデンヌの森を突破し、いっきにフランス領内に攻め込んだ。ドイツ軍は電撃戦によりフランスを圧倒し、1ヶ月でフランスを降伏に追い込んだ。
イギリスを除く西ヨーロッパの連合国領のすべてを征服したドイツ軍は、イギリス本土上陸作戦（アシカ作戦）の前哨戦としてブリテン島上空の制空権を賭けてバトル・オブ・ブリテンを開始したが敗北。イギリス本土上陸は中止に追い込まれた。その後は、貧弱な同盟国であるイタリアの救援として北アフリカ戦線、バルカン半島戦線に部隊を派遣。バルカン半島からギリシャにかけての地域を完全に制圧し、北アフリカでも物量に勝るイギリス軍を一時アレクサンドリア近辺まで追い込んだ。
そして、1941年6月22日、リッベントロップ外相はラジオを通じてソ連に対する宣戦布告を放送。また、ヒトラーは別途、宣戦布告文の中でソ連がバルト三国を占領、ルーマニアへの進駐、イギリスと結託して戦線拡大を図っていることなどを挙げ非難した。
ここに独ソ戦（バルバロッサ作戦）が始まる。ソ連への攻撃は、バトル・オブ・ブリテンの失敗によって戦争の前途に行き詰まりを感じていたヒトラーの、「ソ連が粉砕されれば、英国の最後の望みも打破される」という考えのもと始められたが、ドイツの「生存圏」Lebensraum を東方に拡張する目的もあった（東方生存圏）。
ソ連軍は完全に不意を突かれた形となり、大粛清によるソ連軍の弱体化の影響もありドイツ軍は同年末にはモスクワ近郊まで進出した。しかし、冬将軍の訪れと補給難により撤退。独ソ戦は膠着状態となりヒトラーが当初もくろんだ1941年内のソ連打倒は失敗に終わった。ナチスは当初、共産主義の圧制下にあったウクライナやバルト諸国などで一時的に地元住民から歓迎され、ソビエトから離反したロシア解放軍やコサックが味方するなどの効果をもたらした。しかしドイツは占領地において植民地化と搾取を行ったこともあり、これら占領地で発生した独立運動などに関してドイツ軍は武力で抑え込む姿勢に出たため住民感情の反発を招き、パルチザン活動が激化することとなった。ロシア人が「大祖国戦争」と呼ぶこの戦争で1,100万人の赤軍兵士のほか、およそ1,400万人の市民が死んだ。
日本海軍による真珠湾攻撃の4日後、ヒトラーは対米宣戦布告を行った。1942年夏、ドイツ軍はブラウ作戦を発動しソ連南部に進攻、石油鉱物資源が豊富なカフカス・コーカサス地方のスターリングラードまで進出した。しかしスターリングラード攻防戦は長期化し、冬将軍の再来により補給が途絶えたドイツ軍はソ連軍に包囲され、翌1943年2月、スターリングラードの第6軍は降伏。その後、7月のクルスクの戦いを最後にドイツ軍が東部戦線において攻勢に回ることはなかった。クルスクでの戦いの最中には、イタリアのシチリア島に連合軍が上陸。翌月にはイタリア本土に連合軍が上陸し、9月にはイタリアは連合軍に降伏した。直後にドイツ軍は幽閉されていたムッソリーニを特殊部隊で救出し、イタリア北部を制圧し傀儡のイタリア社会共和国を樹立させ、南チロルなど一部地域を事実上支配下に置いた。これにより、イタリア戦線が開始された。
1944年6月、連合軍がフランス北部のノルマンディーに上陸し、ドイツ軍は二正面作戦を余儀なくされる。同時期には東部戦線でもソ連軍によるバグラチオン作戦が開始され、ドイツ中央軍集団が壊滅。7月にはヒトラー暗殺計画とクーデターが実行されたが失敗に終わった。東部戦線でのソ連軍の進撃に伴い、ルーマニア・ブルガリア・フィンランドといった同盟国が次々に枢軸側から離反した。
各地で敗退を続けるドイツ軍は、同年12月に西部戦線で一大攻勢に打って出た（バルジの戦い）が失敗。1945年に入ると連合軍のライン川渡河を許した。東部戦線でもソ連軍が東プロイセンを占領し、オーデル・ナイセ線を越えた。4月、ソ連軍によるベルリン総攻撃が開始された。30日にヒトラーは総統官邸の地下壕で自殺した。ヒトラーの遺言により、カール・デーニッツ海軍総司令官が大統領となった（フレンスブルク政府）。5月2日にベルリンはソ連軍によって占領され、ベルリンの戦いは終結した。5月7日、デーニッツにより権限を授けられた国防軍最高司令部作戦部長、アルフレート・ヨードル大将が連合国に対する降伏文書に署名し、翌5月8日に最高司令部総長ヴィルヘルム・カイテル元帥が批准文書に署名した。すでにナチス党は事実上崩壊しており、連合国も中央政府の存在を認めなかったため（ベルリン宣言 (1945年)）、ナチス・ドイツの政府は実態として消滅しており、フレンスブルク政府も閣僚が逮捕されたことによって終焉を迎えた。

## 思想
ナチズムにおいては「アーリア人種こそが世界を支配するに値する人種である」というアーリア至上主義が用いられ、その中でも容姿端麗で知能が高く、運動神経の優れた者が最もアーリア人種的であるとされた。この思想を肯定する右派の政治結社トゥーレ協会やゲルマン騎士団などが党黎明期より大きな権威を持っていた。
派生用語の「ネオナチ」は、ナチズムとは違い極右民族主義や反共産主義などの極右思想の組織、また個人等を包括的に表す言葉として国際的に使用される。人種を問わず多岐に存在し、これら政治組織、軍事組織、テロ組織等は、アメリカ合衆国国務省、連邦捜査局（FBI）、国連人権高等弁務官事務所（OHCHR）、日本公安調査庁等が警告している。

## 政治

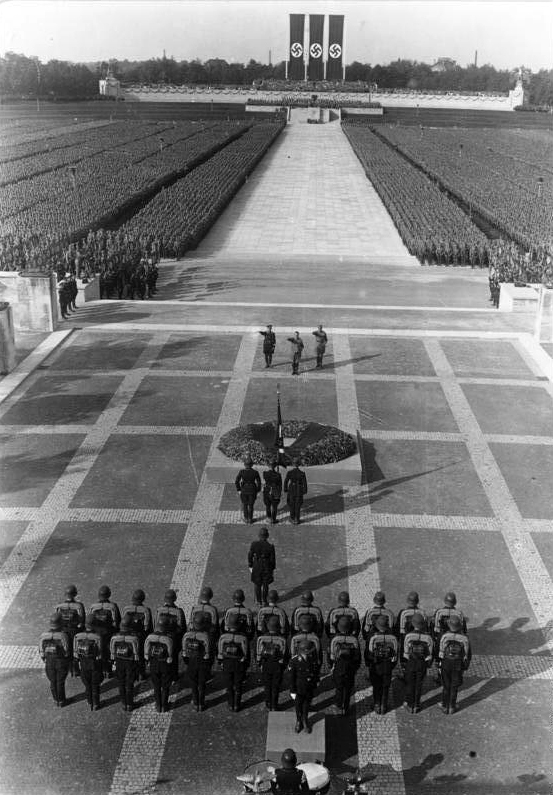
1934年9月、ナチ党党大会にてナチス式敬礼を行うハインリヒ・ヒムラー、ヒトラーおよびヴィクトール・ルッツェ

ナチス・ドイツの政治は原則的には、ナチ党のイデオロギーである指導者原理によるものであった。一人の指導者に被指導者層が従う、つまり民族の指導者であるナチ党、その指導者であるヒトラーに民族すべてが従うというこの原理は、政治分野だけでなく経済や市民生活全てに適用された。ヒトラーの地位である指導者（Führer）は法律で定義されたものではなく、国家や法の上に立つものであるとされた。このため民族共同体の構成員である国民は、指導者の意思に服従し、忠誠を誓うことが義務であるとされた。
この体制では明文化された法よりもヒトラーの意思に従うことこそが重要であるとされ、合法的であるとされた。一方でヒトラーは下位の指導者に大幅な自由裁量権を認めており、社会ダーウィン主義に基づく権力闘争を是認・奨励していた。このためヒトラーの意思を体現すると称する各指導者同士の権力闘争が頻発し、権力的アナーキーと評される状態となった。

### 強制的同一化
ナチス時代の特色ある政策の一つは政治や社会全体を均質化しようとするGleichschaltung、「強制的同一化」（強制的同質化）と呼ばれる運動である。
国民啓蒙・宣伝省が設置された日の会見でヨーゼフ・ゲッベルスが「政府と民族全体の強制的同一化の実現」が同省の目的であると述べたように、ドイツ民族にもナチズムに基づく同一化が求められた。そのためナチ党以外の政党、労働組合や私的なクラブは次々に排除され、禁止された。代わりに人々は国家や党の主導によるイベントや集会に動員・参加することが義務づけられ、他の事象に興味を持つ時間を奪われていった。

### ナチ党
1933年7月6日までにナチ党以外の既存政党はすべて解散に追い込まれ、ヒトラーが「党が今や国家となったのだ」と言明する事態となった。7月14日には政党新設禁止法が公布され、唯一の政党であるナチ党以外の政党の設立・存続が禁止された。12月1日には「ナチズム革命の勝利の結果、国家社会主義ドイツ労働者党がドイツ国家思想の担い手となり、党は国家と不可分に結ばれる」ことが法律で定められた（党と国家の統一を保障するための法律）。この法律では党は公法人であるとされたが、1935年4月19日の「統一法施行令」では「共同体」（Gemeinschaft）と定義し直された。しかしこれらの条文も1942年12月12日の「ナチ党の法的地位に関する指導者命令」によって削除された。党と国家の役割を定義する試みはしばしば行われたが、結局のところは両者の境界は曖昧なままであった。この党の状態をマルティン・ボルマンは「ナチ党の地位は法律の規定によっては正しく把握しうるものではなかった」としている。
一方でナチ党の世界観において、党は国家と同様、指導者の下にあって、民族指導を実現する一つの手段・装置であるとされたが、党は国家より優位に立つ存在であった。ラインハルト・ヘーン（de）は党は国家より先に立つ第一次的存在であるとし、「国家の存在理由は、官庁・官僚装置を使って、党により与えられた大きな方針を実現し、党の負担を軽減する」存在であると説明している。

### 統治機構
国内政治の機構もナチズムの影響を強く受けた。ヴァイマル共和政の時代では内閣は合議機関であったが、やがて形式だけのものとなり、権力を持つものは一部の大臣のみとなった。ドイツ帝国以来の官僚機構と並立して党の機関も権力の一部となり、時には優位に立つこともあった。党の地方区分であった大管区は公的なものとなり、大管区指導者は地方の長として大きな権限をふるった。また親衛隊の勢力拡大は大きく、国内の治安権力を掌握した最有力組織の一つとなった。またナチス時代初期の外交分野では、外務省のほか党の外交政策局、さらにリッベントロップの個人事務所（「リッベントロップ事務所」Büro Ribbentrop、1936年以降は「リッベントロップ機関」Dienststelle Ribbentrop）が並立し、それぞれ別個の外交活動を行うことさえあった。
またナチ党はヴァイマル共和政下の強い地方自治は阻害要因でしかないと考えており、ヒトラー内閣が成立すると州の自治権は次第に奪われていった。中央政府から国家代理官や国家弁務官が送り込まれ、中央政府の権限が強化される一方で、地方議会は解散に追い込まれ、州政府は形骸化した。またナチ党の地方組織大管区が実質的な地方区分となり、大管区指導者が地方の支配者となった。

### 対外政策
ヒトラーはドイツ民族を養うためには現状の領土では不可能であると考えており、東ヨーロッパにおける東方生存圏の獲得を主張していた。軍事力の充実もこの目的を達成するためのものであった。1938年11月にはオーストリアとチェコスロバキアに対する侵略政策を軍首脳に明かしている（ホスバッハ覚書）。この思想に基づいてポーランド、チェコスロバキア、ソ連に対する侵略政策を進めた。また、ヒムラーなどはヨーロッパ全土のゲルマン民族を、ドイツ民族の指導の下に統括する大ゲルマン帝国(Großgermanisches Reich)という構想も持っていた。
一方で東アジア外交では、中国をとるか日本をとるかという路線対立が政軍内にあり、日本接近派が主導権を握る1939年頃まで続いた。

### 経済政策

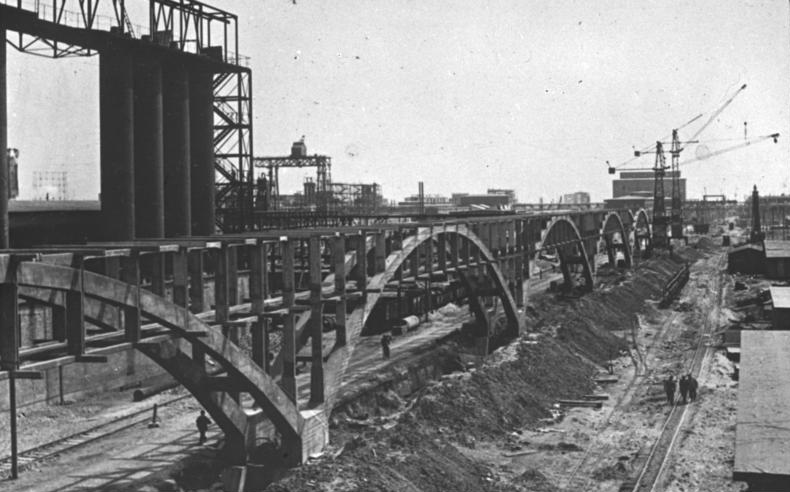
1941年のBuna Werkeにて、IG・ファルベンの建設中の合成石油工場。同工場はアウシュヴィッツ＝ビルケナウ強制収容所の一部である。

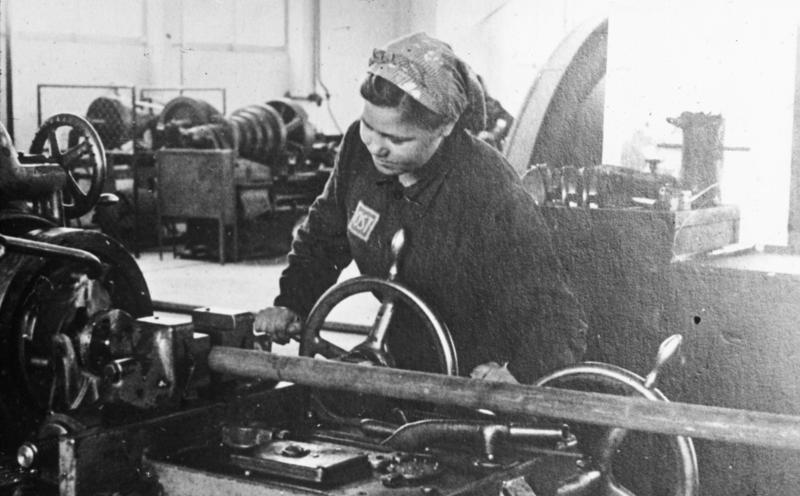
アウシュヴィッツ＝ビルケナウ強制収容所のIG・ファルベンの工場にて、Ost-Arbeiterの記章を身に付けた女性

しばしばナチスは、経済分野において高い能力を示したと評されることがあるが、ナチズムがドイツの経済回復に与えた理論的影響はほとんど無かった。ヒトラーは「私たちの経済理論の基本的な特徴は私たちが理論を全然有しないことである」と言っているように、『我が闘争』で展開している自らの経済観が事実上マルクス経済学に依拠していても気づかないほど経済学に疎く、当初訴えていた政策は「ユダヤ人や戦争成金から資産を収奪して国民に再配分する」という稚拙なものだった。またナチ党の経済理論家であったゴットフリート・フェーダーやグレゴール・シュトラッサーは早い段階で失脚しており、影響を与えることはできなかった。
1933年2月1日、ヒトラーは4年以内に「経済再建と失業問題の解決」を実現する「二つの偉大な四カ年計画（ドイツ語: Vierjahresplan）によって、わが民族の経済を再組織するという二つの大事業を成功させる」と発表した（第一次四カ年計画）。一方でヒトラーは1923年のインフレーションを沈静化させて名高かったヒャルマル・シャハトをドイツ帝国銀行（ライヒスバンク）総裁に迎えた。後に経済大臣になったシャハトの政策は、ヒトラーの前任者であるパーペン、シュライヒャー内閣時代の計画を継承し、公共事業、価格統制でインフレの再発を防ぎ、失業者を半減させた。
一方でヒトラーはドイツ再軍備のために300億マルクの支出を要求した。シャハトは金属調査会社（Metallurgische Forschungsgesellschaft、略称MEFO）というダミー会社を作り、この会社にライヒスバンクが保障する手形を発行させる方式で再軍備の資金を調達した。このメフォ手形の発行でインフレを伴わない資金調達が可能となったが、政府に見えない負債を膨大に抱えさせる結果となった。
一方で農業は原料不足が深刻化し、支払い残高を維持することが難しく、膨大な貿易赤字は避けられないため、外貨危機に悩んでいた。そこでシャハトは1934年から双務主義で均衡を図り、広域経済（ドイツ語: Großraumwirtschaft）を敷いた。しかし、シャハトは外貨割り当てを巡って農業省と対立し、軍備のあり方でゲーリングとも対立した。その後、1935年3月にヒトラーはヴェルサイユ条約の軍備制限条項を破棄し、徴兵制を施行して軍備拡張政策を実行する。
外貨割り当てではシャハトの案が採用されたが、1936年8月26日にヒトラーはゲーリングを指導者とする第二次四カ年計画を開始させ、経済省から独立した四カ年計画庁が経済面において大きな権力をふるうことになった。第二次四カ年計画により、1937年には人員需要が失業者を上回り、ほぼ完全雇用が達成された。景気回復の成果はあったが、投資財産業に比べ著しく消費財産業を劣らせ、極度な外貨不足をもたらした。また、労働力不足に陥り、物価・賃金が急騰し、価格停止令など様々な対策を講じたが、どれも失敗に終わった。このためドイツ経済は過熱し、生存圏の拡大か軍備の制限かという二つの選択に迫られた。ヒトラーは前者を選び、反対したシャハトは閑職に追いやられた。同時期に再び財政収支の悪化が激化し、アルベルト・シュペーアは「第二次世界大戦に参戦しなかったとしても第三帝国は財政赤字で破綻する」と思ったという。またシャハトの失脚後にはユダヤ人・ユダヤ系とされた企業から資本・財産を奪うアーリア化の措置が進行している。
第二次世界大戦が勃発すると、軍事支出は当時のヨーロッパでは最高の割合を示すようになり、1944年にはドイツ経済のほとんどを占めるようになった。またフランスなどの占領地からの収奪、捕虜や外国人の強制労働が、ドイツ経済において大きな割合を占めるようになった。しかしこの体制は経済封鎖と占領地失陥によってほころびだし、1945年の敗戦と同時に、戦争経済は崩壊した。これらの政策はミハウ・カレツキを始めとする経済学者らによって典型的な軍事ケインズ主義と総括されている。

### 自動車政策
「アウトバーン（Autobahn）」は、「鉄道（Eisenbahn）」からの類推によって1929年に新しく作られた言葉であり、「高速自動車専用道路」はヴァイマル時代のドイツにおいてその必要性が喧伝されていた。だが当時は中流家庭における自動車の保有数が少なく、また鉄道網は十分なほど整備されていると考えられたため、アーフスの９km、ケルン・ボン間の35km、全長44kmの建設にとどまった。
ヴァイマール期の選挙において車で全国遊説を行い、ドイツの自動車道の未整備ぶりを認識していたヒトラーは、政権獲得12日後の1933年2月11日にベルリン自動車ショーで自動車専用道路の建設を発表し、のち4月11日に自動車税は免税化された。インフラストラクチャー開発の中で道路工事が特に盛んだったことや戦争準備で軍隊および物資をすぐに運べる最新式の道路網を必要としていたこともあり、クルップやダイムラー・ベンツ、メッサーシュミットなどの軍需企業の協力を得て、アウトバーンの建設を加速し、フォルクスワーゲン構想を推進させた。
ヒトラーは自身がアウトバーンの創設者であると大衆に印象付ける為に前述のケルン・ボン間の高速道路を州道に降格させた。また、ヒトラーはアウトバーンの建設現場で自らシャベルを振り下ろす様子を広報させ、ナチスが雇用政策に力を入れているとのプロパガンダとして利用した。しかし、アウトバーン建設に雇用された人数は1933年には1,000人、1934年は85,000人、1935年は125,000人、1936年は13,000人、1937年も13,000人であり、数百万もの失業者を減らす効果は無いに等しいもので、ナチス期における失業者数の急速な減少は再軍備のための徴兵に依るところが大きかった。
フォルクスワーゲン・タイプ1は、1935年12月から39年7月までに試作車が113台作られており、この車を1938年5月26日現ヴォルフスブルク市で行われた新工場の定礎式 で、ヒトラー自ら「KdF-Wagen（カー・デー・エフ・ヴァーゲン）」と命名した。この車を購入するための予約貯金制度も発足し、1938年10月から1944年末までに約33万6000人が予約貯金していた。しかし1939年開戦後に生産ラインは軍用車生産に切り替えられ、巨額の積立金は戦争資金として流用された。1941年から1944年まで、第２次大戦のため、たった630台のKdF-Wagenが作られただけであり、そしてこの車がドイツ国民の個人所有車としてアウトバーン路上を走ったことは一度たりともなく、ナチス高官が私的に利用するのみであった。

### 環境政策
ワイマール共和国の伝統を引き継ぎながら、ナチス・ドイツの中央集権的な機構により、環境保護・動物保護の政策は大きく進展し、後のドイツ連邦共和国に受け継がれる保護法制が成立した。法的には画期的なものであったが、ナチス政権は軍需や開発を優先し、実際には自ら定めた政策を有名無実化した。更なる詳細は「ナチズムと環境保護」のドイツ語版記事を参照のこと。
ナチス・ドイツによる自然環境への影響を考える際には、戦争という深刻な環境破壊を世界規模で引き起こしたという点も考慮する必要がある。

### 軍事

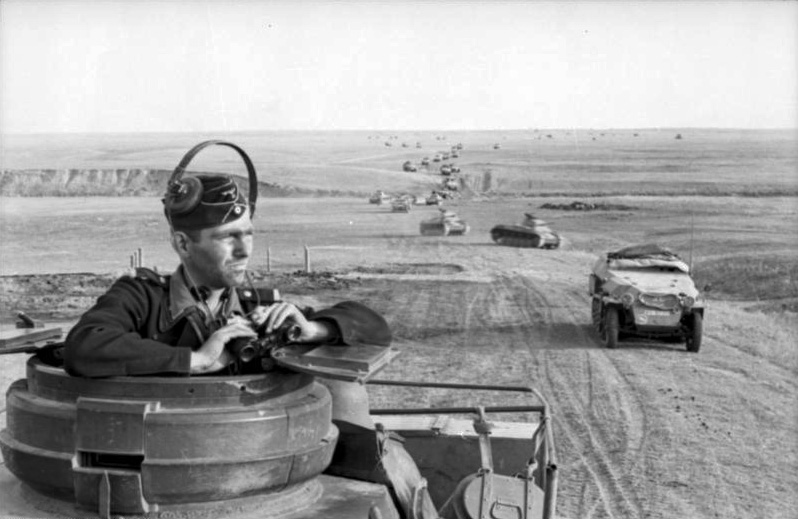
1942年、スターリングラード付近のPanzerwaffeの戦車および装甲車の隊列

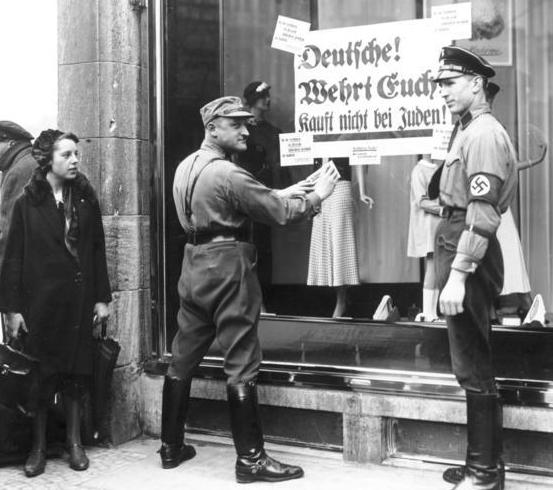
1933年4月1日、ユダヤ系店舗のボイコットを強制するSA隊員

### 農業・食糧政策
1933年9月に食糧農業相にリヒャルト・ヴァルター・ダレが就任して以降、ドイツの農業にも統制の手が入った。9月12日にはライヒ食糧団（de:Reichsnährstand）が結成され、ナチス党の農業全国指導者でもあるダレが農業組合、生産者、加工精製業者、取引業者間の利害調整を行うことになった。9月23日にはライヒ農場世襲法が制定され、農民の所有地を『世襲農地』として認定し、譲渡・負担設定・賃貸を禁止した。またこの中で農民（Bauer）はドイツ国籍を持ち、ドイツ民族もしくは同等の血統を持つことを要求された。これはダレの提唱した『血と土』理論に基づくものであり、農民は世襲農地から離れることが出来なくなった（ナチス・ドイツの農業と農政）。

### 治安政策
1933年に政権につくとともに、ヒトラーはプロイセン州内相に党の最有力幹部であるヘルマン・ゲーリングを任じた（のちプロイセン州首相）。ゲーリングは就任後ただちにプロイセン州警察に予備警察官として突撃隊と親衛隊を加えさせた。間もなく国会議事堂放火事件後の緊急大統領令により、「予防保護拘禁」と称してその場の判断で令状なしで国民を自由に逮捕する権限が与えられた。プロイセンはドイツの国土の半分以上を占める巨大州であり、広範囲の国民がゲシュタポの猛威にさらされることとなった。4月26日には政治警察ゲシュタポが設置され、逮捕された人々を強制収容所へ送るようになった。
1934年4月、ゲーリングはゲシュタポに対する指揮権を親衛隊（SS）のハインリヒ・ヒムラーに譲った。ヒムラーとラインハルト・ハイドリヒは中央集権化とあわせて各州の警察権力を親衛隊の下で一元化しようとした。ヒムラーは1936年に内相ヴィルヘルム・フリックより全ドイツ警察長官に任じられ、やがて内相をも兼ねることによってドイツ警察・治安行政の支配者となった。ドイツ警察を一般警察業務を司る秩序警察と政治警察業務を司る保安警察に分離させ、秩序警察をクルト・ダリューゲ、保安警察をハイドリヒにそれぞれ委ねた。1938年、保安警察と親衛隊諜報組織SDは統合され、国家保安本部が成立した。国家保安本部には長官ハイドリヒ以下、ハインリヒ・ミュラー（ゲシュタポ局長）、アルトゥール・ネーベ（クリポ局長）、オットー・オーレンドルフ（SD国内諜報局長）、ヴァルター・シェレンベルク（SD国外諜報局長）など悪名高い政治警察幹部の名がずらりと並ぶ。国家保安本部は日夜国民を監視し、親衛隊の支配が全国に浸透していった。1941年にゲーリングはハイドリヒに「ユダヤ人問題の最終的解決」権限を移譲しており、国家保安本部はホロコーストの作戦本部ともなった。1943年にヒムラーは内相に就任し、完全なドイツ警察の支配者となった。ヒトラー暗殺未遂事件の際にもヒムラーが鎮圧者となり、今まで権限が及ばなかった国防軍内部への支配権も手に入れた。

#### 強制収容所
親衛隊はドイツ国内・併合地・占領地を問わず各地に強制収容所を設置させた。政権掌握直後の1933年にははやくもバイエルン州でダッハウ強制収容所が設置され、さらに1936年にはベルリン北部にザクセンハウゼン強制収容所、1937年にはヴァイマール郊外にブーヘンヴァルト強制収容所が設置されている。その後も続々と収容所が建てられた。
第二次世界大戦の際に占領した地域にも強制収容所が立てられ、ポーランドに建てられた収容所のなかにはホロコーストのための絶滅収容所も置かれていた。特にアウシュヴィッツ＝ビルケナウ強制収容所、ベウジェツ強制収容所、ソビボル強制収容所、トレブリンカ強制収容所などが絶滅収容所として著名である。
また戦時中のドイツ占領地域の治安維持組織としては「アインザッツグルッペン」（特別行動部隊）があった。国家保安本部長官ハイドリヒの提唱で創設され、ドイツ軍前線部隊の一つ後方にあった「政治的敵」を殺害していた部隊である。確かに一面ではパルチザン（ゲリラ）狩りの側面もあったが、国家保安本部への銃殺報告書に「ユダヤ人」などと人種を理由にした項目が設けられているため、一般にはゲリラ掃討部隊とは認められておらず、ホロコーストの一翼を担う部隊であったとされている。

### ナチス刑法
ナチス時代の刑法は意思刑法・行為者刑法であり、ドイツ民族の中に存在する具体的秩序に反抗する意思と人格に対して、国家社会主義的（全体主義的）立場から、応報と贖罪を犯罪者に対して要求するものであった。犯罪者は、「民族の直感」から判断されるところの悪い意思を有しているという理由により、反抗的人格を形成したことに対する報復を国家から受ける。後に西ドイツ基本法において罪刑法定主義が明記された理由の一つである。

### 社会政策

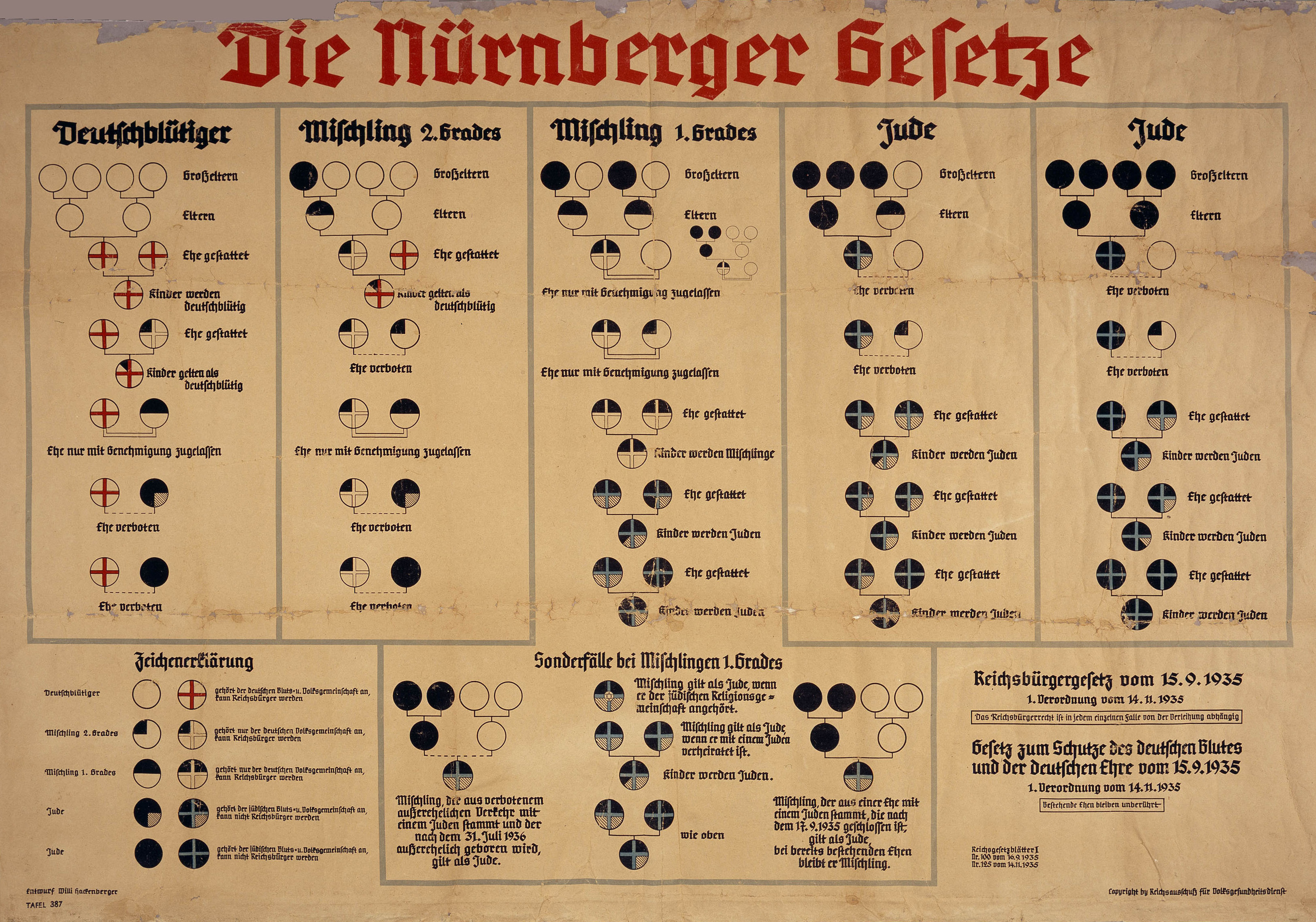
ナチス・ドイツの人種政策に用いられた疑似科学の人種区分を示す表

ナチス政権は人種主義を強く打ち出し、アーリア人種の優秀さを強調していた。このため人種、社会、文化的清浄を求めて社会のすべての面の政治的支配を行った。優秀なドイツ人を具現化するためとしてスポーツを推進し、1936年ベルリンオリンピックを国威高揚に利用した。また禁煙運動にも力を入れた。また芸術面では抽象美術および前衛芸術は博物館から閉め出され、「退廃芸術」として嘲られた。

### 迫害
ナチスはユダヤ人、ジプシーのような少数民族、エホバの証人および同性愛者や障害者など彼らの価値観で人種を汚す者と考えられた人々の迫害を大規模に行ったことで知られている。

#### ユダヤ人・ロマ迫害政策

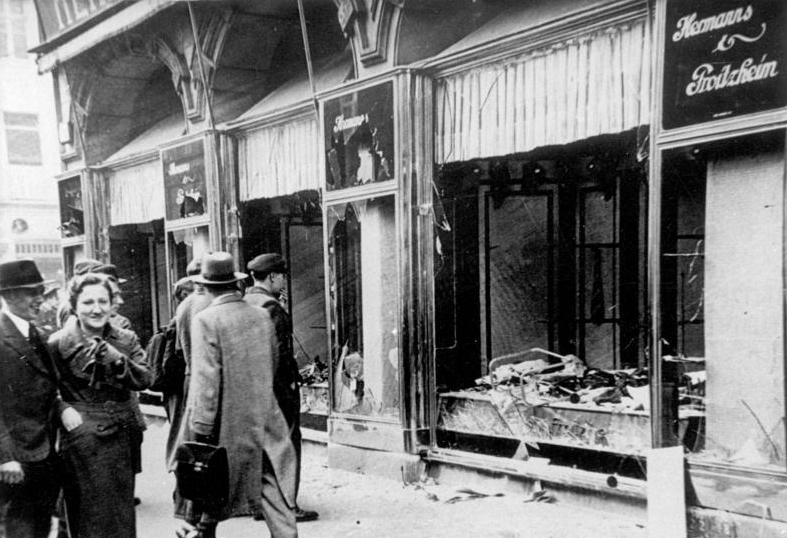
1938年11月9日、水晶の夜で生じた被害

政権獲得間もない頃から、公職にあったユダヤ人達はその地位を追われ始めた。またナチ党の突撃隊による1935年9月15日のニュルンベルク党大会の最中、国会でニュルンベルク法（「ドイツ人の血と尊厳の保護のための法律」と「帝国市民法」）を公布した。この中でアーリア人とユダヤ人の間の結婚や性交は禁止され、ユダヤ人の公民権は事実上否定された。この法律公布後、民間レベルのユダヤ人迫害も増していった。
各地の商店に「ユダヤ人お断り」の看板が立ち、ベンチはアーリア人用とユダヤ人用に分けられた。ユダヤ人企業は経済省が制定した安価な値段でアーリア人に買収され、ユダヤ人医師はユダヤ人以外の診察を禁じられ、ユダヤ人弁護士はすべて活動禁止となった。
またニュルンベルク法では対象とされなかったが、シンティ・ロマ人（ロマ、ジプシー）に対する迫害もはじまり、1935年にはフランクフルト市がジプシー用の収容所を設置。1936年にはドイツ内務省が「ジプシーの災禍と戦うためのガイドライン」を制定し、以降ジプシーの指紋と写真を撮ることと定めた。1937年には親衛隊も「ジプシーの脅威と戦うための全国センター」をもうけて同センターにジプシーの定義をするよう指示を出した。1935年にニュルンベルク法が制定されたことによって、ユダヤ人はドイツ国内における市民権を否定され公職から追放された。また四カ年計画全権となったゲーリングの指導の下、アーリア化と呼ばれるユダヤ人からの経済収奪が実行された。ユダヤ人、ユダヤ経営とされた企業の資産は没収され、ドイツ人達に引き渡された。
1938年7月5日にはアメリカ大統領フランクリン・ルーズベルトの発案で、スイスのエヴィアンで32カ国によるドイツから逃れてくるユダヤ人難民保護の件が話し合われた（エヴィアン会議）が、各国はすべてユダヤ人の自国への受け入れには後ろ向きであった。これについてアドルフ・ヒトラーは「こうした犯罪者ども（ユダヤ人）に深い悲しみを寄せる諸国はせめてその同情を実際的な援助に向けてほしい。そうした諸国にこの犯罪者どもをくれてやる。お望みとあれば豪華客船で送ってやろう。」と述べ、ユダヤ人に同情する言を述べながら引き取ろうとしない欧米各国の偽善的態度を批判した。
1938年11月9日夜から10日未明にかけてはナチス党員と突撃隊がドイツ全土のユダヤ人住宅、商店、シナゴーグなどを襲撃、放火した水晶の夜事件が起き、これを機にユダヤ人に対する組織的な迫害政策がさらに本格化していった。

#### 障害者への迫害
1933年に成立した「断種法」の下、ナチスは精神病やアルコール依存症患者を含む遺伝的な欠陥を持っていると見なされた40万人以上の個人を強制的に処分した。1940年になるとT4作戦によって何千人もの障害を持つ病弱な人々が殺害された。それは「ドイツの支配者人種（ドイツ語: Herrenvolk）としての清浄を維持する」とナチスの宣伝で記述された。T4作戦は表向きには1941年に中止命令が発せられたが、これらの政策は後のホロコーストに結びついた。

#### 戦時下におけるホロコーストと迫害

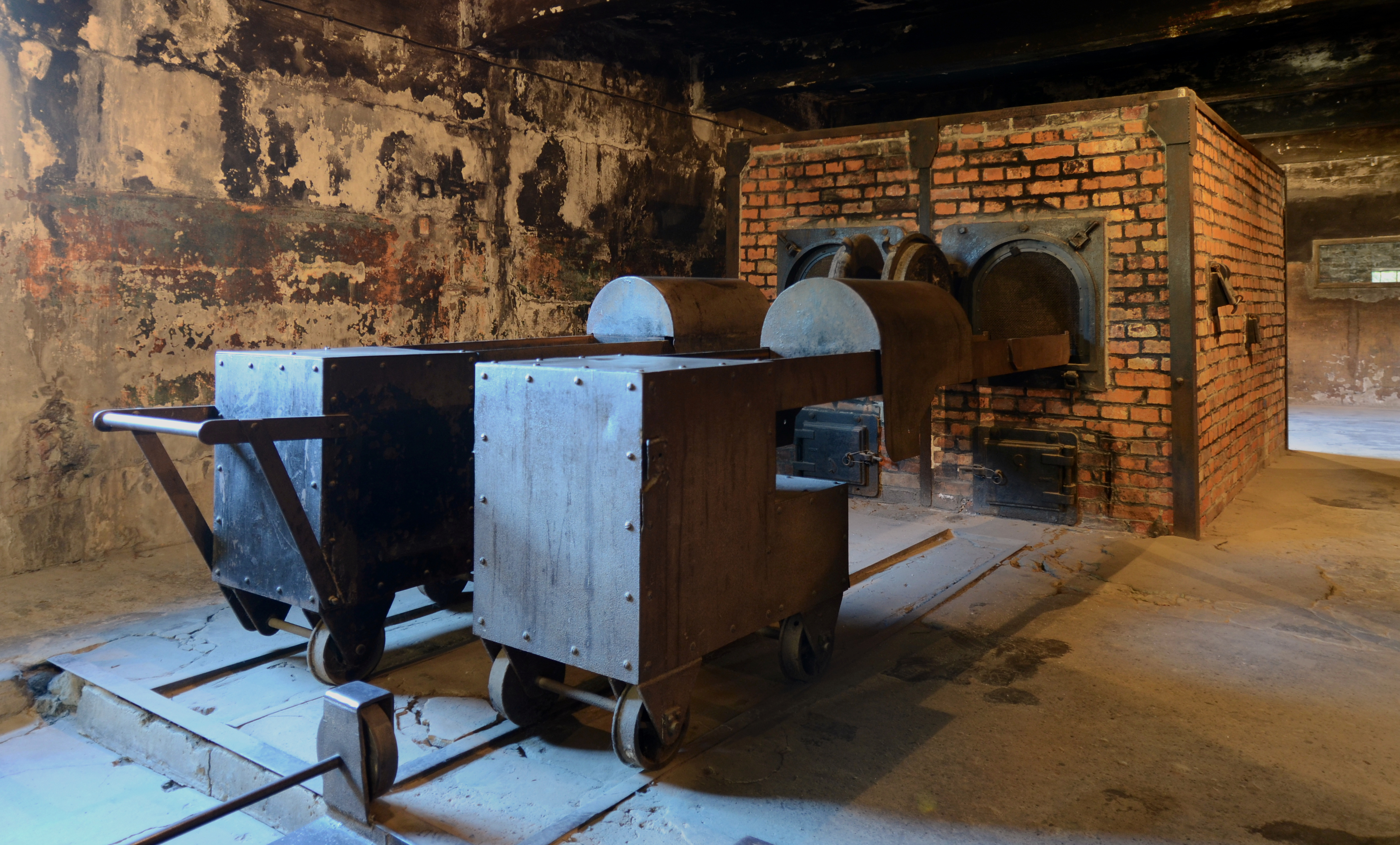
アウシュヴィッツ第一強制収容所における遺体焼却炉

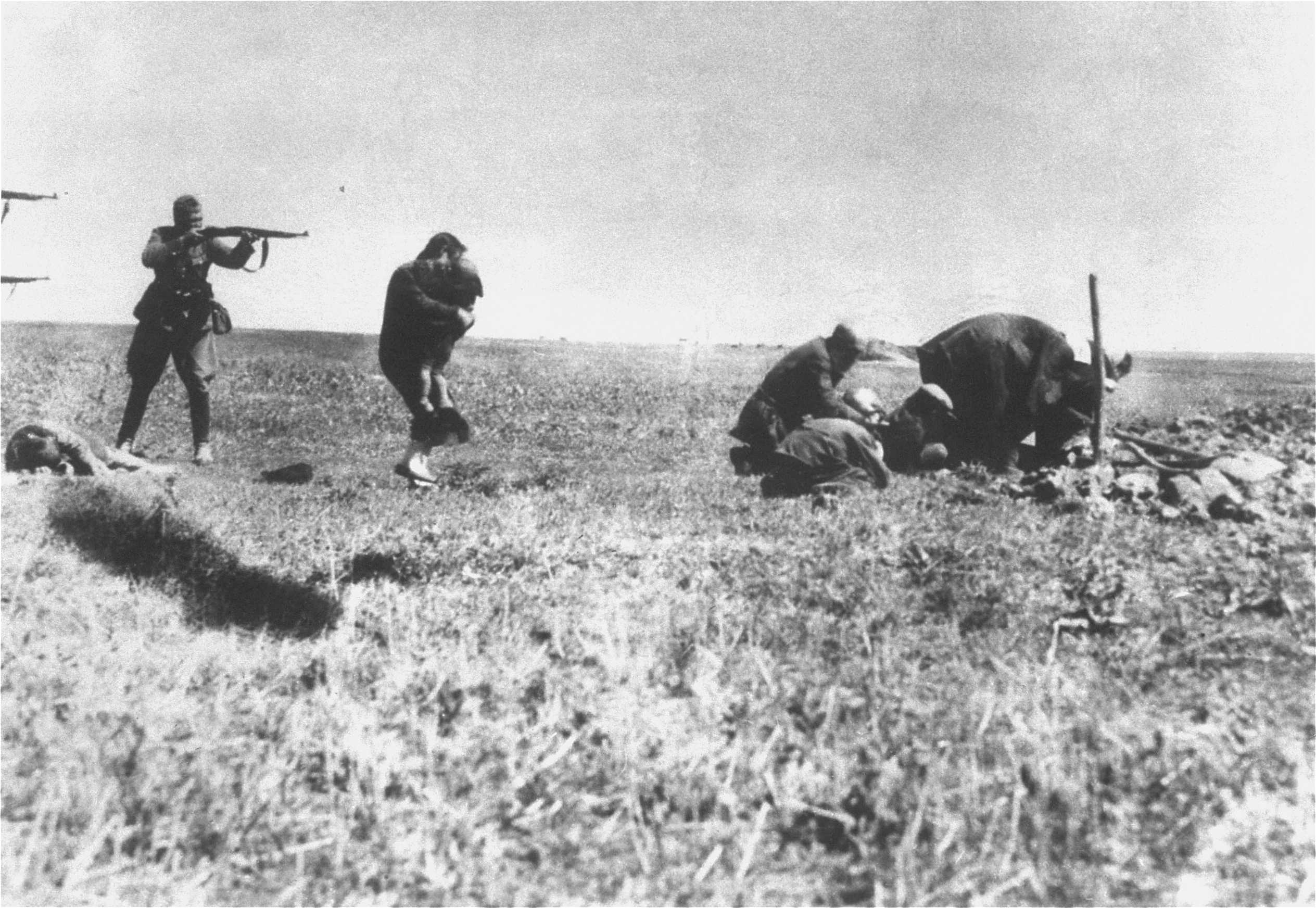
1942年のウクライナにて、アインザッツグルッペンが照準を合わせる先で自らの体で子どもをかばうユダヤ人女性

大戦中にはユダヤ人や少数民族に対する迫害はドイツ国内および占領地域で継続・強化されていった。1941年からはユダヤ人は「ダビデの星」の着用を義務づけられ、ゲットーに移住させられた。1942年1月に開催されたヴァンゼー会議では「ユダヤ人問題の最終的解決策」（ドイツ語: Endlösung der Judenfrage）が策定されたとされる。ドイツ国内や占領地域のユダヤ人の多くは強制収容所に送られ、銃殺・毒ガスや、強制労働の果ての飢餓・病気などで多くの人々が殺害された。
このユダヤ人に対して行われた虐待と大量虐殺はホロコースト（ヘブライ語ではショアー (Shoah） と呼ばれる。
この他、ナチスによる人種主義イデオロギーを主因とした他の人種への大量虐殺は、シンティ・ロマ人へのものが知られる（ポライモス、ロマ・ホロコースト）。また占領地域に置かれたスラブ人も「人種的に好ましくない」存在であるとされ、強制移住と食料収奪による大量餓死も考慮に入れられていた（飢餓計画）。
また人種的な価値を下げる存在とされたエホバの証人の信者（エホバの証人とホロコースト）、同性愛者（ナチス・ドイツとホロコーストによる同性愛者迫害）、政治犯、刑法犯などへの弾圧も強化され、強制収容所で命を落とすものも増加した。また、戦争捕虜や占領国国民を含む1,000万人以上が強制労働に従事させられ（第二次世界大戦下のナチス・ドイツ統治下の強制労働）、劣悪な環境下に置かれた人々が次々と犠牲になった。
1944年、戦争が敗北に向かう中で、戦線に近い収容所は撤去が開始された。また囚人たちは徒歩で移動させられ、多くの死者が出た（死の行進）。
ヒトラーがホロコーストの実行を命じた文書は確認されておらず、口頭での命令が存在したという説などを含めて様々な研究が行われてきたが（意図派・機能派論争）、文書による命令は、その政策の展開において必要ないと見るのがホロコースト研究者の到達した見解である。親衛隊はホロコーストの迫害についても、証拠の隠滅が可能であると考えていた。また終戦を控えて文書資料の焼却なども行われた。しかしホロコースト関連の一次史料は多く残存しており、中央官庁を始めとする大量の行政文書、生還者の証言、ゾンダーコマンドが埋蔵した文書や写真などが知られている（ホロコーストの証拠と文書）。

### ナチスとキリスト教

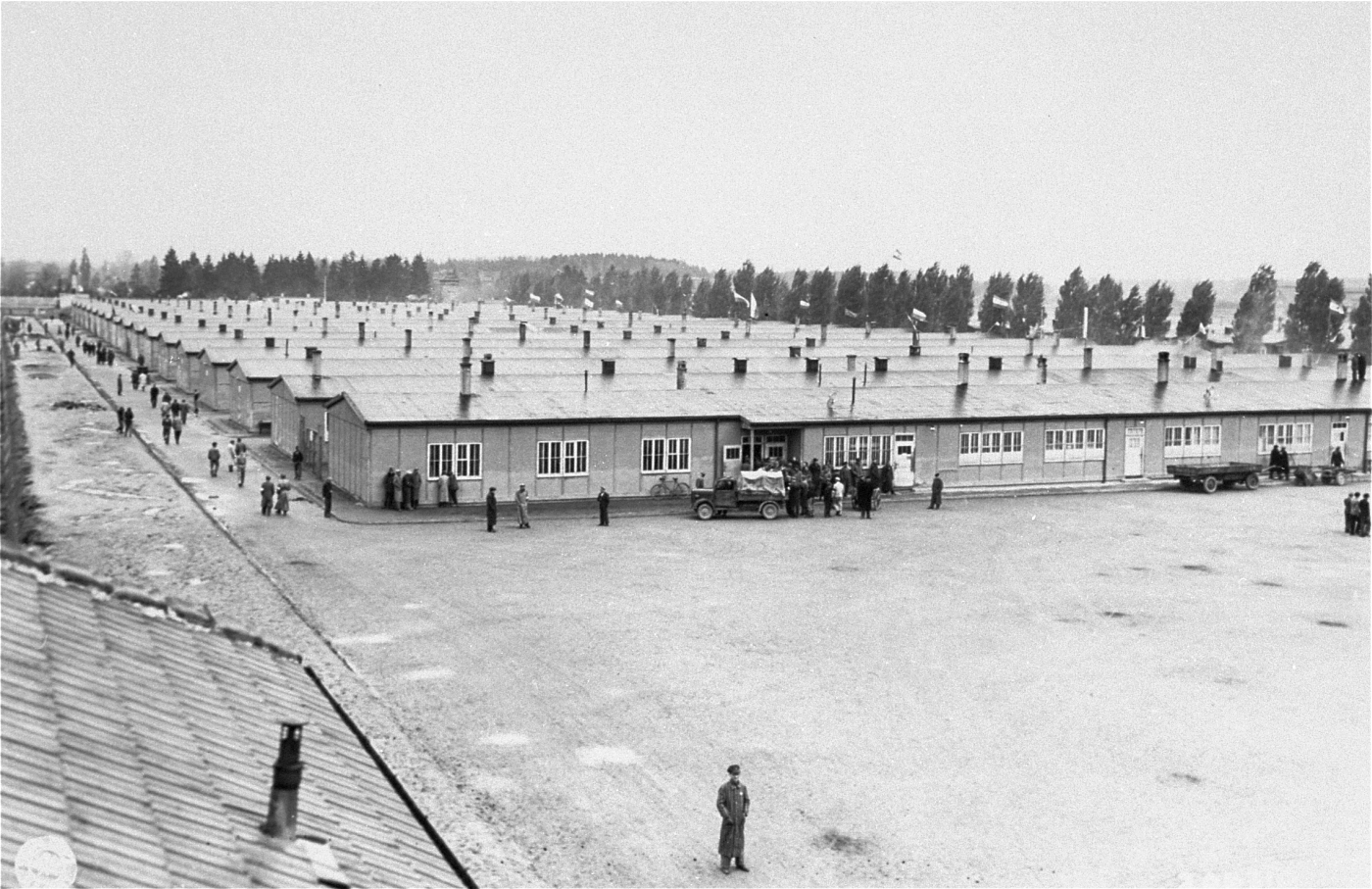
1940年、ナチスが反政権勢力の聖職者専用棟を設立したダッハウ強制収容所における囚人棟

ナチ党はその綱領でキリスト教については「積極的なキリスト教」の立場を求めるとしており、自らのイデオロギーに基づいた存在であることを求めた。このためナチス政権成立後のキリスト教会の対応は、積極的に追従するものから、反発するものまで様々であった。
ナチ党の政権獲得後のドイツでカトリック教会に対するナチスの暴力的行為が問題となっていた。これを終止させるため、ローマ教皇庁は1933年7月20日にドイツ政府とライヒスコンコルダート（政教条約）を締結した。バチカンの首席枢機卿パチェッリ枢機卿とドイツ副首相フランツ・フォン・パーペンが署名したこの条約は、教会が学校と教育について自由を保持するかわりに政治活動を断念するものだった。
ヒトラーは条約批准直前の閣議で、このコンコルダートが党の道徳的公認になるとの発言をしていた。これに対しかつて教会法専門の研究で学位取得し、教皇ピウス10世による教会法大全の起草・編纂を務めたパチェッリは後の7月26日、27日バチカンの日刊紙「オッセルヴァトーレ・ロマーノ」での声明で、コンコルダート批准が道徳的同意というヒトラーの見解を断固否定し、教会法大全に基づく教会ヒエラルキーの完全かつ全面的承認および受容を意義とすると激しく反論した。しかしこの事が仇となり、締結後もナチス側の暴力的行為は治まるどころか増す一方で、教会や教会の学校に思想的規制および介入するなど条約を無視した行為が頻発するようになった。教会側はナチズムの有力理論家アルフレート・ローゼンベルクの理論を批判する回勅（ミット・ブレネンダー・ゾルゲ）を出すなど抵抗もしたが、批判的な聖職者は強制収容所に入れられることもあった。
第二次世界大戦直前にパチェッリは教皇ピウス12世として即位した。ピウス12世はナチスによるユダヤ人迫害等の戦争犯罪に対して沈黙したため、終戦後に迫害を「黙認した」として非難され続けた。しかし後の調査により、大戦中に教皇ピウス12世からアメリカ合衆国のルーズベルト大統領宛に、ナチスを非難する極秘の書簡が送られていたという事実があったことや、ドイツのイタリア占領時に多くのユダヤ人の亡命を手助けしたことが明らかになった。このため、ピウス12世はイスラエル政府から諸国民の中の正義の人に認定されている。また、教皇ヨハネ・パウロ2世は後にユダヤ人迫害時のカトリック教会の対応について謝罪の声明を述べている。一方でナチス時代に締結されたライヒスコンコルダートは、現在でもドイツとバチカン間の条約として有効性を保っている。
プロテスタント側は元来プロイセン支持の保守派が多く、大部分がナチスに忠誠を誓った。ドイツ的キリスト者（de:Deutsche Christen）などナチズムとキリスト教を合体させる組織も作られた一方でマルティン・ニーメラー、ディートリヒ・ボンヘッファーをはじめとする牧師等は告白教会という地下組織を作り、密かに反ナチ運動を続けた。

## 戦後

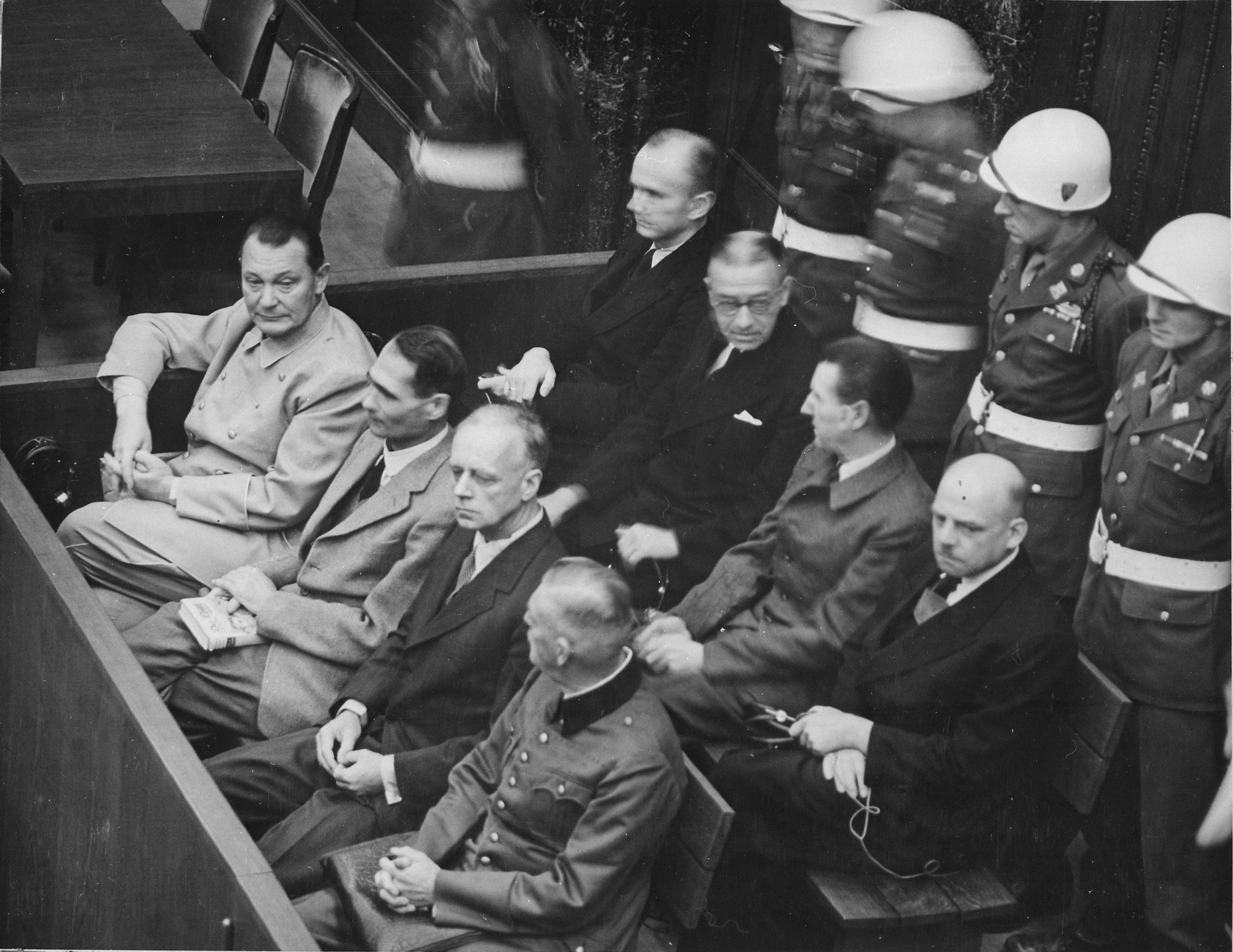
ニュルンベルク裁判の被告席における被告人

ポツダム会議によってドイツ本土は米英仏ソの連合国4ヶ国に分割統治され、国境を西に大きく移動された上、旧領土の三分の一を失った。多くがポーランド領となり、東プロイセンに至っては半分をソ連に併合された。チェコスロバキア、ユーゴスラビア、ルーマニアおよびハンガリーといった地域での少数民族であった約1,000万人のドイツ人は追放された。本土では1949年まで連合国による軍政が敷かれた後（連合軍軍政期）、アメリカ、イギリス、フランスの西側占領地域はドイツ連邦共和国（旧西ドイツ）となり、東側のソ連占領地域は共産主義国家のドイツ民主共和国になった。
残されたヘルマン・ゲーリングやヨアヒム・フォン・リッベントロップ、ヴィルヘルム・カイテルといったナチス首脳部の一部は、連合軍による戦争裁判・ニュルンベルク裁判やニュルンベルク継続裁判で裁かれることになった。また、独立回復後の西ドイツ政府により非ナチ化裁判が行われ、ナチス党関係者やヒトラーお抱えの映画監督と言われたレニ・リーフェンシュタールなどが裁かれた。一方、東ドイツでは西ドイツ以上に強い非ナチ化が行われる一方で、国家人民軍においては徹底されず、旧軍時代に親ナチ的態度を示していた者が将官に抜擢される例があった。
また、ナチス式敬礼などナチズムを連想させる行為は民衆扇動罪で逮捕・処罰の対象と規定された。オーストリアでも同様の法律があり、取り締まりの対象になっている。
戦後のドイツでは憲法で「戦う民主主義」を謳っており、民主主義にとっては脅威と見なされる団体・結社に対しては解散を命じることが可能となっている（実際に1952年には元国防軍少将のオットー・エルンスト・レーマーにより設立されたドイツ社会主義帝国党がドイツ共産党と共に活動禁止を言い渡されている）。
ナチス占領下にあった地域でも、ナチス高官の愛人を持っていたココ・シャネルなど、ナチス党関係者と関係のあったドイツの犯罪行為に加担した政治家・芸術家・実業家も戦後罪を問われ、裁判を受けた者、活動を自粛せざるをえなくなった者などが存在した。しかし逃亡したナチス戦犯もおり、これらはサイモン・ヴィーゼンタールなどのナチ・ハンターによって追及が行われ続けている。
すべての非ファシズムヨーロッパ諸国ではナチ党およびファシスト党の元構成員を罰する法律が確立された。また、連合軍占領地域でのナチ党員やドイツ兵の子供に対する統制されない処罰が行われた（参照:ナチの子供）。

## 武力組織

### 正規軍
- 国防軍最高司令部 (Oberkommando der Wehrmacht, OKW)
  - 陸軍総司令部 (Oberkommando des Heeres, OKH)
  - 海軍総司令部 (Oberkommando der Marine, OKM)
  - 空軍総司令部 (Oberkommando der Luftwaffe, OKL)
    - ドイツ陸軍 (Heer)
    - ドイツ空軍 (Luftwaffe)
    - ドイツ海軍 (Kriegsmarine)

### ナチ党軍事組織
- 武装親衛隊 (Waffen-SS)

### 準軍事組織
- 突撃隊 (SA ,Sturmabteilung)
- 親衛隊 (SS ,Schutzstaffel)

### 警察組織
- 政治警察部門 (国家保安本部, RSHA, Reichssicherheitshauptamt)
  - 治安警察 (Sipo, Sicherheitspolizei)
    - 秘密警察 (Gestapo, Geheime Staatspolizei)
    - 刑事警察(Kripo, Kriminalpolizei)

  - 親衛隊保安部 (SD, Sicherheitsdienst des Reichsführer der SS)
- 一般警察部門
  - 秩序警察 (Orpo, Ordnungspolizei)
    - 大都市警察 (Schutzpolizei)
    - 地方警察 (Gendarmerie)
    - 市町村警察 (Gemeindepolizei)

## 関連映画作品
- 『オリンピア』Olympia（第1部：『民族の祭典』 - Fest der Völker (Olympia Teil I) /第2部：『美の祭典』- Fest der Schönheit (Olympia Teil II)（1938年、ドイツ映画）：1936年のベルリンオリンピックの記録映画。健全な肉体と精神を賛美し、身体・精神障害者を迫害し、強制的に避妊手術を施し、さらには絶滅政策を行ったナチスが国威発揚のために作らせたものだが、映画芸術上の評価は高い。なお映画自体には、民族差別色は薄い。レニ・リーフェンシュタール監督作品。
- 『我輩はカモである』 - Duck Soup（1933年、アメリカ映画）：チャップリン・キートンと共に「アメリカ三大喜劇王」と称されるマルクス兄弟による、独裁者により戦争の恐怖へ突き落とされる架空の独裁国家・フリードニアを舞台とした風刺喜劇映画。
- 『独裁者』 - The Great Dictator（1940年、アメリカ映画）：仮想の独裁者ヒンケルと迫害されるユダヤ人の二役をチャップリンが演じた風刺喜劇映画。撮影中も上映中も、ファシズム・ナチズムに共感する極右アメリカ人による様々な妨害を受けた。また、戦後アメリカの「赤狩り」の際、チャップリンは左翼的であるとして追放される原因となった。
- 『サウンド・オブ・ミュージック』 - The Sound of Music（1965年、アメリカ映画）：ナチス・ドイツ併合下のオーストリアを舞台にしたアメリカミュージカル映画の代表作。修道女マリアが音楽を通じて厳格なオーストリア海軍軍人の家庭を癒していく様を描いた。ナチスに協力を求められた海軍大佐であるゲオルクは家族ともに国外へ脱出する。唱歌として知られる『ドレミのうた』は、この映画が発祥。
- 『地獄に堕ちた勇者ども』 - La caduta degli dei（1969年、イタリア・スイス・西ドイツ合作映画）：ナチス突撃隊粛清（長いナイフの夜事件）とナチスによるルール地方の鉄鋼王一族の退嬰を描いたルキノ・ヴィスコンティ監督の代表作。ヴィスコンティに重用されたヘルムート・バーガー主演。
- 『特別な一日』 - Una Giornata Particolare（1977年、イタリア・カナダ合作映画）
- 『インディ・ジョーンズ/最後の聖戦』 - Indiana Jones and the Last Crusade（1989年、アメリカ映画）・『レイダース/失われたアーク《聖櫃》』（1981年、アメリカ映画）：いずれもスティーヴン・スピルバーグの作品で、大いなる力を宿す聖杯・聖櫃を奪い世界の支配権を握ろうと企むナチスやヒトラーと戦う正義のヒーローを描く娯楽大作。
- 『戦場のピアニスト』 - The Pianist（2002年、フランス・ドイツ・ポーランド・イギリス合作映画）
- 『ブリキの太鼓』-（1979年、西ドイツ・フランス合作）：ギュンター・グラス原作。第一次世界大戦後の国際自由都市ダンツィヒを舞台に、人間の醜悪な姿を、三歳で成長を止めた少年の視点からナチの台頭を交えて描く。
- 『ライフ・イズ・ビューティフル』-（1998年、イタリア）：ロベルト・ベニーニ主演・監督作品。北イタリアにおけるナチの駐留、ユダヤ人狩りをテーマにした映画。収容所に入れられたユダヤ人のグイドは、絶望的な状況の中で自分の幼い息子を必死で守ろうとする。
- 『さよなら子供たち』-（1987年、フランス・西ドイツ合作）：ルイ・マル監督作品。ナチス占領下のフランスにおけるユダヤ人狩りを描いた作品。主人公のフランス人少年と、教会の学校に匿われているユダヤ人少年との交流を中心に、ナチに協力したフランス人がいた現実、密告や裏切りなどの醜悪な姿などを綿密に描いている。